# Plan REDIA
El Plan de Mejora de la Red Especial de Itinerarios Asfálticos, más conocido por sus siglas Plan REDIA, es un plan de carreteras llevado a cabo en España, por la Dirección General de Carreteras del Ministerio de Obras Públicas (M. O. P.) entre 1967 y 1971 y que aún sigue en vigor. Se redactó con motivo del Plan General de Carreteras de 1960.

## Redacción y Puesta en marcha (1967-1971)
Como plan de desarrollo, comprendía la mejora de doce itinerarios de la Red de Carreteras del Estado, con un total de 4.928 kilómetros y que se ejecutó en su totalidad. Consistió en extender una capa de aglomerado asfáltico de 12 cm, completar la anchura de las calzadas a 7 m (3,5 m por carril) y dotarla de arcenes laterales afirmados de 2,5 m cada uno. Esto las dotaba de una plataforma de 12 metros. Además se les proyectó carriles para vehículos lentos en los ascensos a los puertos o en pendientes medianamente fuertes.
A partir de 1964, con la primera carretera de peaje inaugurada en diciembre anterior, el Túnel de Guadarrama bajo el entonces denominado Alto de Los Leones de Castilla, se inauguraron en España los primeros tramos de calzadas separadas, entre ellos el primer tramo de lo que se proyectó como Autopista de Levante, entre los 3 y 11 de la  N-III , pero en paralelo a esta. Actual  A-3 , Autopista de Valencia, o en 1967 la inauguración del primer tramo de la  A-6 , Autopista del Noroeste entre Las Rozas y Villalba. El resto de las vías, fueron autovías de 1ª generación, con cruces a nivel, aunque algunas fueron remodeladas, como la conocida como Autovía de Las Rozas, en 1969, año en que además llegaría una autopista, que sería la segunda vía de peaje, y la primera autopista en serlo: la Autopista Barcelona-Mataró. El Plan REDIA se alimentaria principalmente, de las dimensiones geométricas de este tipo de vías, con excepción de los arcenes de mediana, aunque suelen mostrar arcenes de 1 m junto a los carriles para vehículos lentos.

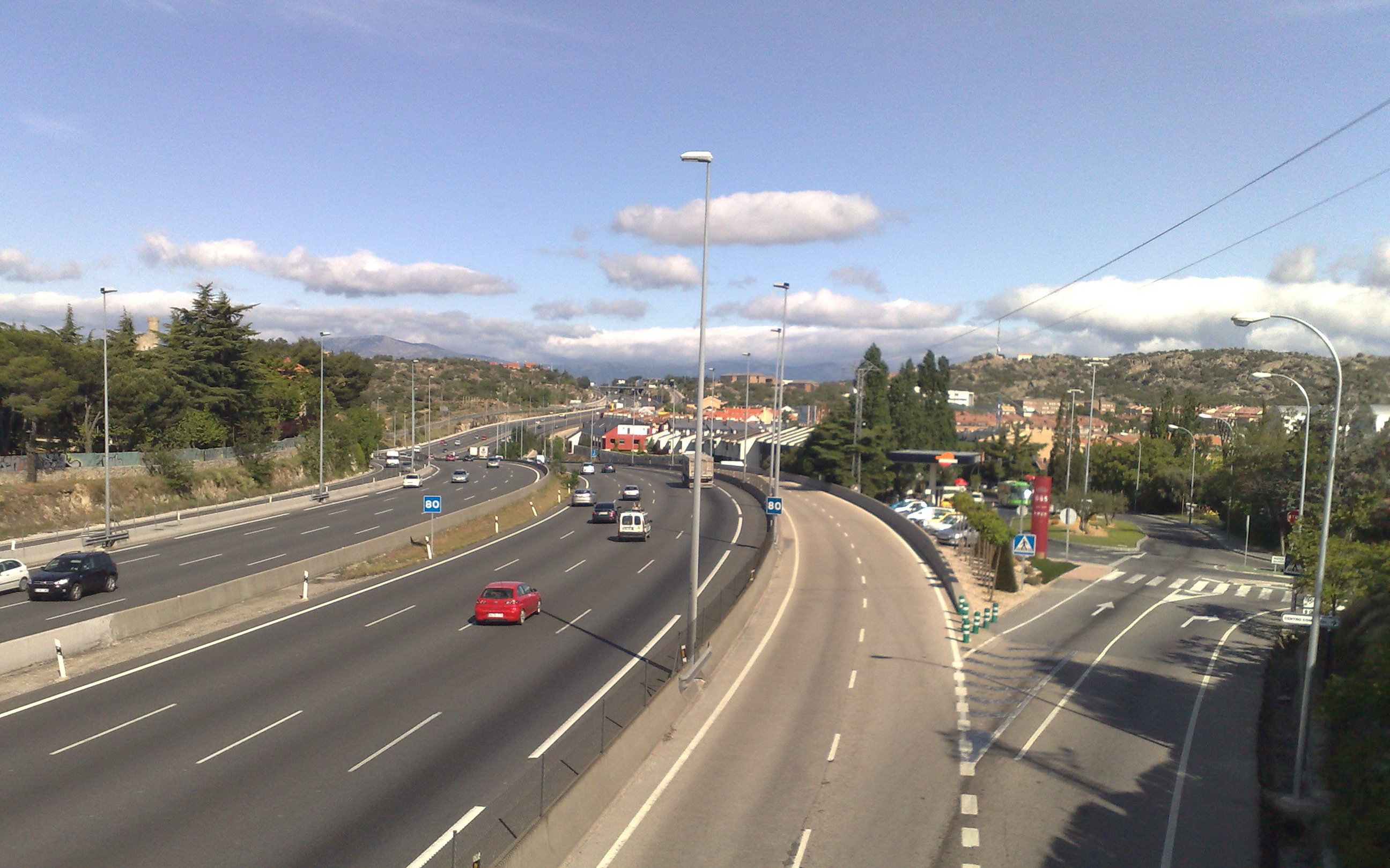
Autopista y vía de servicio en sentido Adanero, en Torrelodones. En los años de la década de 1960, las autopistas aportaron su geometría al Plan REDIA. En esta imagen actual de la Autopista del Noroeste, se pueden observar, los carriles y arcenes en las plataformas de la autopista.

## En la actualidad
Actualmente, las dimensiones geométricas del Plan REDIA continúan en vigor. Este plan considerado como antecedente inmendiato de los actuales, continúa siendo la base en los sucesivos planes de carreteras del Ministerio de Fomento, en los que ya existe un estándar no escrito en planes actuales, sobre dimensionado de vías y algunas de las principales características.

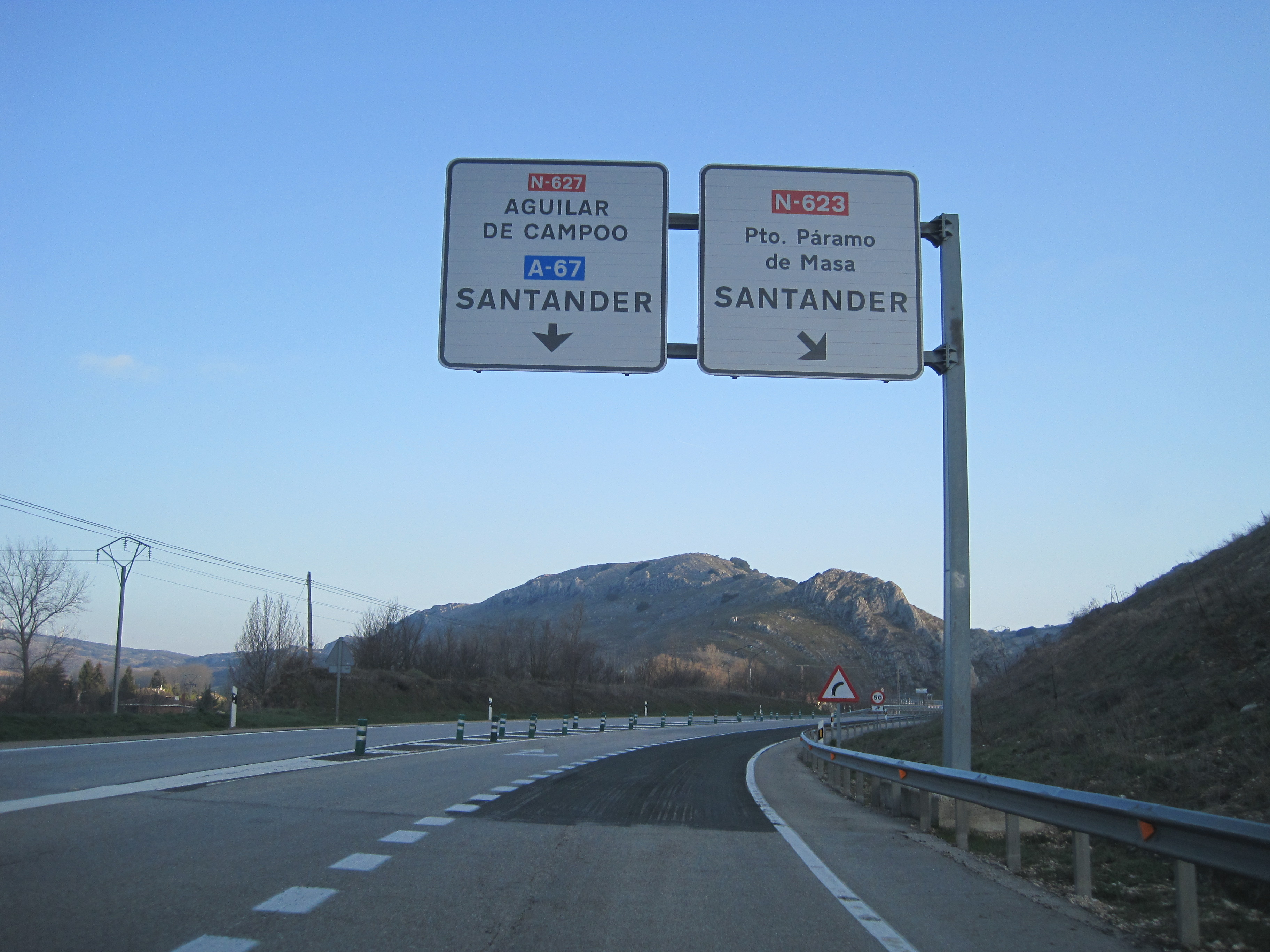
Bifurcación de las carreteras N-623 y N-627, a la altura de San Martín de Ubierna. En ocasiones, las carreteras nacionales comienzan a adquirir, parcialmente "tintes" de autopista, con pasos a distinto nivel o salidas similares como la de la imagen.